# Mario Mirón Velázquez
Mario Mirón Velázquez (* 1927) ist ein ehemaliger mexikanischer Botschafter.
| Vorgänger              | Amt                                                                    | Nachfolger                            |
| ---------------------- | ---------------------------------------------------------------------- | ------------------------------------- |
| Guillermo Corona Muñoz | Mexikanischer Botschafter in Manila 25. Januar 1980 bis 6. August 1980 | José Joaquín Bernal y García Pimentel |
| Guillermo Corona Muñoz | Mexikanischer Botschafter in Singapur 25. Januar 1980 bis 7. Mai 1982  | José Joaquín Bernal y García Pimentel |